# 莫佐利夫卡 (瓦爾基區)
49°43′51″N 35°21′44″E / 49.73083°N 35.36222°E
莫佐利夫卡（烏克蘭語：Мозолівка）是位於烏克蘭東部的村莊，由哈爾科夫州博霍杜希夫區的瓦爾基市鎮負責管轄。該村始建於1654年，面積5.1平方公里，海拔高度165米，2001年人口68，人口密度每平方公里13.4人。